# Mount Lee
Mount Lee je jeden z vrcholů Santa Monica Mountains, který se nachází na východním konci tohoto pohoří v Griffith Parku v Los Angeles, ve státě Kalifornie, USA. Dosahuje výšky 512 m n. m. Na jeho jižním svahu je umístěný slavný nápis Hollywood. Ten je dobře viditelný severně od Mulholland Highway nebo z Hollywood Boulevard.

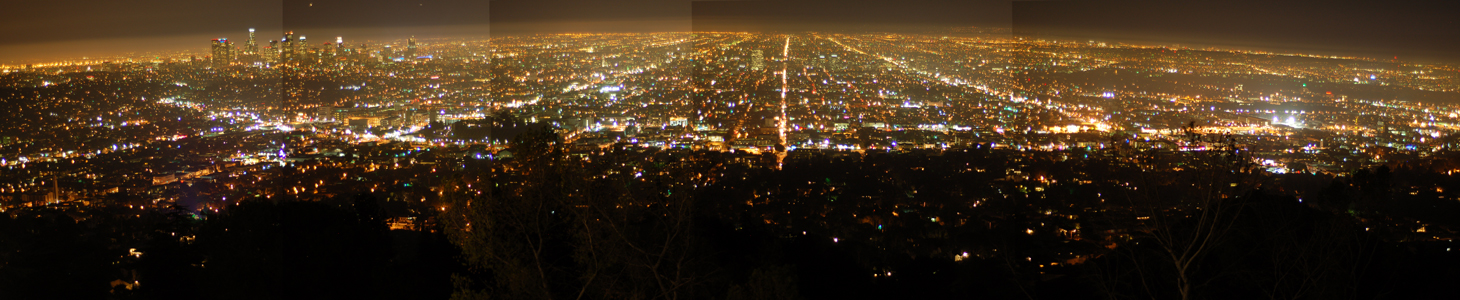
Pohled na noční Los Angeles z Mount Lee